# Maria d'Este
Maria d'Este (Módena, 8 de dezembro de 1644 – Parma, 20 de agosto de 1684) foi uma nobre italiana, princesa de Módena por nascimento e Duquesa de Parma por casamento como a terceira esposa de Rainúncio II Farnésio.

## Família
Maria era a oitava criança (terceira filha) do duque de Módena Francisco I d'Este, que governava o ducado de Módena e Reggio desde 1629. A sua mãe, Maria Catarina Farnésio era filha do duque de Parma, Rainúncio I Farnésio.

## Biografia
Para cimentar as relações com o vizinho ducado de Módena, a irmã mais velha de Maria, Isabel d'Este, casara em 1644 com o duque reinante de Parma, Rainúncio II Farnésio, filho de Eduardo I Farnésio e de Margarida de Médici. Isabel more em 1666, durante o parto. Para preservar a união entre as duas Casas ducais, Maria, ainda solteira, tornou-se a consorte seguinte do duque Rainuncio II.
Em Módena, no dia 1 de outubro de 1668 realizou-se o casamento formal com o viúvo de sua irmã. O casamento produziu sete crianças; ela teve também dois nado mortos. Dos sete, apenas três atingiram a idade adulta, mas nenhum teve geração.
Maria morreu em Parma com 39 anos. O seu marido sobreviveu-lhe dez anos. Os seus dois filhos mais novos (Francisco e António sucederam ao pai, sucessivamente, no trono ducal de Parma. Ambos morreram sem geração.
António foi o último membro masculino da Casa Farnésio, pelo que o ducado de Parma passou em 1731, por herança, para os Bourbon-Parma, um ramo da Casa de Bourbon.
Maria foi sepultada no Santuário de Santa Maria della Steccata, em Parma em 21 de agosto de 1684.

## Descendência
1. Isabel Francisca Maria (Isabella Francesca Maria) (1668–1718), freira Beneditina, no Mosteiro de Santa Maria di Campagna, em Placência;
2. Vitória Maria Francisca (Vittoria Maria Francesca) (1669–1671);
3. filho (1671–1671);
4. Vitória (Vittoria) (1672), gémea de Catarina;
5. Catarina (Caterina) (1672), gémea de Vitória;
6. filho (1674);
7. Leonor (Eleonora) (1675–1675);
8. Francisco Maria (Francesco Maria) (1678–1727) sucedeu ao pai como duque de Parma; casou com Doroteia Sofia de Neuburgo, sem geração;
9. António Farnésio (Antonio Francesco), sucedeu ao irmão mais velho como duque de Parma (1679–1731), casou com Henriqueta d'Este, sem geração.

## Títulos e tratamento
- 8 de dezembro de 1644 - 1 de outubro de 1668 Sua Alteza Maria d'Este, Princesa de Módena e de Reggio;
- 1 de outubro de 1668 - 20 de agosto de 1684 Sua Alteza a Duquesa de Parma e de Placência.